# Felicia Abbanová
Felicia Abbanová (nepřechýleně Felicia Abban; rozená Ansahová; 1936/1937 – 4. ledna 2024) byla první profesionální fotografka v Ghaně. V 60. letech mnoho let pracovala jako dvorní fotografka prvního prezidenta země Kwame Nkrumaha.

## Životopis
Felicia Abbanová se narodila v západní oblasti Ghany a vyrostla v přímořském městečku Sekondi-Takoradi. Byla nejstarší ze šesti dětí a rychle následovala kroky svého otce J. E. Ansaha ve fotografii a ve čtrnácti letech se stala jeho učednicí.
Abbanová u něj studovala další čtyři roky a pracovala na svém řemesle a ve věku 18 let se Felicia přestěhovala z Takoradi do Accra, kde si založila vlastní studio. Za několik měsíců otevřela svou firmu, „Mrs. Felicia Abban's Day and Night Quality Art Studio“ v centru Jamestownu, Accra v roce 1955.
Feliciin manžel Robert Abban navrhl design látky s portrétem prezidenta Kwama Nkrumaha na květinách s mapou Ghany jako oslavu nezávislosti země v roce 1957. Studio Abbanové bylo také poblíž dalším studiím včetně „Deo Gratias“ J. K. Bruce Vanderpuije a „Ever Young Studio“ Jamese Barnora. Přispěla významně k historii ghanských fotografů během tohoto časového období. To bylo ještě před nezávislostí Ghany a „Deo Gratias" je nejstarší fotografické studio, které v Akkře stále funguje. Založil ho Tamakloeův dědeček James Koblah Bruce-Vanderpuije v roce 1922 a získal si reputaci dokumentováním klíčových událostí v historii země. Fotografické studio Jamese Barnora na počátku 50. let zachytilo intimní momenty významných osobností a klíčových politických osobností, včetně prvního ghanského premiéra Kwame Nkrumaha, když prosazoval panafrickou jednotu a nezávislost na koloniální nadvládě. Na počátku kariéry Felicie Abbanové také pracovala pro redakci Guinea Press Limited, později známou jako The Ghana Times, což bylo také vydavatelství Kwame Nkrumah's Conventions People's Party, když se stal prezidentem.

## Fotografická kariéra
Její fotografická kariéra, která trvala 50 let, začala, když se naučila fotografovat od svého otce a stala se v té době jeho jedinou studentkou. Felicia Abbanová byla první profesionální fotografkou v Ghaně. Stala se však jednou z nejuznávanějších fotografických umělců své doby na kontinentu – dvorní fotografkou prezidenta Kwame Nkrumaha a detailním analytikem proměny své země. Byla široce známá svými autoportréty, zejména těmi, které pořídila, aby propagovala své podnikání od 50. do 70. let. Abbanová založila své studio v Akkře v roce 1955 a přijala do učení i další ženy. Poté byla uznána jako jedna z prvních instrumentálních fotografek Ghany, která promítá současný africký příběh přes objektiv.
Během časné nezávislosti její portréty také používaly oblečení jako hlavní vyjádření její identity a byly používány jako „vizitky“ kolem jejích vlastních múz. Její autoportréty připomínaly obrázky módních časopisů s přidaným modernějším kontextem. Co je konzistentní na těchto různorodých fotografiích, je způsob, jakým Abbanová použil oblečení k viditelnému vyjádření ženské identity, která si pohrávala s tradičním a současným v rafinované hybriditě popisované jako městská a transatlantická.
První veřejná výstava její práce s kurátorkou Nana Oforiatta Ayim byla uvedena v galerii ANO v březnu 2017. Galerie má v plánu na její počest přeměnit její ateliér na muzeum. Muzeum, až bude dokončeno, pomůže zachovat její dílo, které bude dále sloužit jako centrum pro podporu budoucích umělců.  Nana Oforiatta Ayimová, kurátorka výstavy Ghana Freedom v prvním ghanském pavilonu na Benátském bienále v roce 2019, zahrnula díla Felicie Abbanové mezi šest vybraných umělců. Portréty a autoportréty Abbanové vykreslovaly okamžik ghanské historie prostřednictvím jejího vlastního ženského pohledu, který zachycoval nejen jejich styl, ale i postoje ve své době.
Dílo Felicie Abbanové bylo také představeno na 12. ročníku fotografického veletrhu Setkání v Bamaku v roce 2019. Soukromá sbírka fotografií Abbanové se skládá z autoportrétů předtím, než se zúčastnila veřejných akcí. V důsledku zhoršujícího se stavu artritidy ze světa fotografie odešla. 

## Osobní život
Felicia byla provdána za Roberta Abbana, muže, který navrhl design látky na oslavu oslav nezávislosti Ghany v roce 1957 s portrétem Kwame Nkrumah na květinách s mapou Ghany.  Robert Abban byl kreativním ředitelem bývalé Ghana Textiles and Manufacturing Company (GTMC). Hrála roli v mentorování klíčového filmaře Kwawa Ansaha a módního návrháře Kofiho Ansaha, oba jsou jedním z jejích sourozenců.
Felicia Abbanová zemřela 4. ledna 2024 ve věku 87 let.